# Lloyd McCollough
Lloyd Arnold McCollough (* 25. Juni 1935 in Memphis, Tennessee; † 10. Januar 1976) war ein US-amerikanischer Rockabilly-Musiker. Er ist ebenfalls unter dem Namen „Lloyd Arnold“ bekannt, den er ab 1960 für seine Veröffentlichungen benutzte.

## Leben

### Kindheit und Jugend
Lloyd McCollough war das jüngste Kind seiner Eltern John und Clemmie. In frühen Jahren litt er an Meningitis, was damals in den meisten Fällen zum Tode führte. McCollough hatte aber Glück und erholte sich von der schweren Krankheit. Während seiner Schulzeit erträumte er sich eine Karriere als Baseballprofi, als er aber zu Weihnachten 1951 eine Mandoline geschenkt bekam, galt sein Interesse der Musik. Er lernte die Mandoline zu spielen und Hank Williams wurde sein Idol. Nach dessen Tod beschloss McCollough, Musiker zu werden.

### Karriere
Mit seinem Bruder Jimmy (Bass), seiner Nichte Geneva (Gesang), Curley Raney (Fiddle) und einem Freund namens Grady (Steel Guitar) gründete er seine erste Band, die sich The Drifting Hillbillies nannte. McCollough und seine Gruppe bekamen die Möglichkeit, im Saturday Night Jamboree, einer Barn Dance Show auf WBHQ in Memphis, aufzutreten und wurden bald Mitglieder. Hinter der Bühne der Show lernte er den jungen Elvis Presley kennen, der ebenfalls seine ersten Versuche im Musikgeschäft wagte. McCollough trat zudem in Ted Mack’s Amateur Hour auf und spielte auf Veranstaltungen in der Umgebung von Memphis. Da sein Bruder Jimmy geheiratet hatte, stieg dieser kurz darauf aus und wurde zuerst von Buddy Holly (der in keinerlei Beziehung zu Buddy Holly stand) und dann von Bobby Howard ersetzt.
1954 absolvierte McCollough die Technical High School und heiratete im Sommer desselben Jahres. Die Ehe hielt jedoch nicht lange. In Booneville, Mississippi, kaufte er sich einen Plattenladen und wurde Geschäftspartner von Charles Bolton, der das Von Theater in Booneville leitete. Auf dem neu gegründeten Von-Label veröffentlichten McCollough und seine Drifting Hillbillies ihre Debüt-Single Watch That Girl / Oh Darling. Von Records schrieb auf der Platte jedoch seinen Namen McCullough, was aus einer falschen Schreibweise resultierte. Auf demselben Label hatten auch Hayden Thompson und Johnny Burnette ihre ersten Titel eingespielt. Nach einigen unveröffentlichten Aufnahmen bei Meteor Records veröffentlichte er bei Ekko im Januar 1956 seine zweite Single. In den folgenden Jahren spielte McCollough bei vielen verschiedenen Labels Platten ein, unter anderem bei Republic, Starday, Memphis oder K-Ark. Sein bekanntester Titel ist Hang Out aus dem Jahre 1960. Ab 1960 kamen seine Platten bis auf eine Ausnahme 1963 bei K-Ark unter dem Namen Lloyd Arnold heraus. Seine letzte Session hielt McCollough um 1971 ab.
McCoulloughs Vater war 1968 gestorben; zwei Jahre später folgte ihm seine Mutter. Über diese Verluste kam er den Rest seines Lebens nicht hinweg und sein Gesundheitszustand verschlechterte
sich zusehends; die Meningitis brach erneut aus. McCollough nahm sich 1976 selbst das Leben.

## Diskografie
| Jahr | Titel                                                                          | Plattenfirma                |
| ---- | ------------------------------------------------------------------------------ | --------------------------- |
| 1955 | Watch That Girl / Oh Darling                                                   | Von Records                 |
| 1956 | Until I Love Again / What Goes On In Your Heart                                | Ekko Records                |
| 1956 | Cause I Love You / Gonna Love My Baby                                          | Republic Records            |
| 1958 | Half My Fault / What Can I Tell Them                                           | Starday Records             |
| 1960 | Dixie Doodle / The Great Speckled Bird rcs-discography.com (MP3; 100 kB)       | Sharp Records               |
| 1960 | Hang Out rocky-52.net (MP3; 3,9 MB) / Do You Love Me                           | Katche Records              |
| 1961 | Hangout / Red Coat, Green Pants and Red Suede Shoes                            | Myers Records               |
| 1962 | Million Miles To Nowhere / Time Enough To Doe                                  | Blake Records               |
| 1962 | Tear Down The Fence / Wake Up Hearts                                           | Jo-Man Records              |
| 1962 | Hang Out /?                                                                    | Record-o-Rama Records       |
| 1962 | Tennessee Twist / I Couldn’t Make My Heart Believe My Eyes                     | Memphis Records             |
| 1963 | School Days / My Bucket’s Got A Hole In It                                     | Memphis Records             |
| 1963 | School Days / My Bucket’s Got A Hole In It                                     | K-Ark Records               |
| 1963 | Cold Duck Blues / When I Smile                                                 | K-Ark Records               |
| 1963 | School Days / Take These Chains From Heart                                     | Ave Records                 |
| 1964 | Sugaree / I Hope You Mean What You Say                                         | Memphis Records             |
| 1964 | Next To Me / Lonesome Finds Me                                                 | Memphis Records             |
| 1964 | Little Boy Blue / I Can’t Wait                                                 | Memphis Records             |
| 1965 | When I Close My Eyes / What Can I Say                                          | Demand Records              |
| 1966 | That’s How I Wake Up / Wake My Heart                                           | Millionaire Records         |
|      | - Hang Out - Johnnie B. Goode - Little Queenie - Lotta Lovin' - Nobody But You | Radio-Mitschnitt (Auftritt) |
|      | - Don’t Care Blues - I Got The Blues                                           | nicht veröffentlicht        |